# Andes maculatus
Andes maculatus är en insektsart som beskrevs av Synave 1960. Andes maculatus ingår i släktet Andes och familjen kilstritar. Inga underarter finns listade i Catalogue of Life.